# Исмаил паша Хекимбашъ
Вижте пояснителната страница за други личности с името Исмаил паша.
Исмаил паша Хекимбашъ Сакъзлъ или Хеким Исмаил паша (на османски турски: حكیم اسمعیل پاشا; на турски: İsmail Paşa, Hekimbaşı Sakızlı Sotori) е османски офицер и чиновник.

## Биография
Роден е през 1807 година в Измир, Османска империя, в гръцко семейство от Хиос. Закупен е от хирург на име Хаджи Исак ефенди, който през 1830 година от хиджра (1814 – 15) го прави мюсюлманин. Учи медицина при господаря си. Служи в Първа армия като лекар. Заминава за Париж да учи медицина. След като се връща в Цариград става началник на медицинското училище (Хекимбашия). Заема серия висши административни и политически длъжности. През септември 1871 година наследява Мехмед Сабри паша като валия на Солунския вилает и остава на поста до май 1872 година. Умира през 1880 година в Цариград на 73-годишна възраст.